# Primeiro Livro de Néfi
O Primeiro Livro de Néfi é um dos livros que compõem o Livro de Mórmon. O livro contém um registro de um povo antigo durante um período de três décadas que cobre o período de 600 A.C. até 570 A.C. aproximadamente.
O livro incluí um registro de dois clãs familiares, um liderado por um homem chamado Leí e um outro liderado por um homem chamado Ismael. Leí e Ismael viveram em Jerusalém por volta de 600 A.C. Leí teve uma visão na qual foi advertido que Jerusalém seria destruída se o povo não se arrependesse. Ele pregou ao povo e os convidou ao arrependimento. Leí, tendo sido advertido pelo Senhor, fugiu da cidade e foi para o deserto com a sua família para salvar a sua vida. Seus filhos foram enviados duas vezes de volta a Jerusalém, primeiro para buscar o registro de escrituras dos judeus gravados sobre placas de latão, e uma segunda vez para convidar a família de Ismael para se unir a eles em sua jornada. Durante este tempo, Zorã, outro morador de Jerusalém, também se uniu ao grupo.
O grupo, liderado por Leí, viajou através da Península Arábica por aproximadamente oito anos. Depois de passar algum tempo na costa, o grupo construiu um navio de acordo com as instruções do Senhor e navegou através do oceano em direção ao continente americano.
Os temas de Primeiro Néfi são similares as experiências dos israelitas sob a direção de Moisés em sua jornada a terra prometida. A história de Moisés é citada inúmeras vezes durante a narrativa, e Leí fala da obtenção de um terra prometida como herança para a sua família. 
O livro contem elementos históricos, visões do Messias, sermões sobre a dispersão e coligação de Israel, e citações do profeta Isaías do Velho Testamento.

## Seções do livro
Os capítulos do livro podem ser agrupados nas seguintes seções:
Capítulos do 1 ao 7 descrevem a história da família de Leí, seu chamado profético, e a fuga de sua família para o deserto. Os judeus procuram matar Leí por pregar que deveriam arrepender-se. Ele é advertido em um sonho a fugir de Jerusalém com sua família para salvar sua vida. Seus filhos têm dificuldade em acreditar no chamado do pai e por ter que sacrificar sua casa para viver em condições menos confortáveis no deserto. Lamã e Lemuel duvidam e murmuram, enquanto Néfi ora para se assegurar que seu pai está fazendo a vontade do Senhor. Néfi recebe um testemunho do chamado profético de seu pai e transmite essa experiência ao seu irmão, Sam. Lamã, Lemuel, Sam e Néfi retornam a Jerusalém para obterem um registro de escrituras gravados sobre placas de latão. Depois de algumas tentativas, eles conseguem se apoderar do registro e retornam ao deserto com seu pai. Eles descobrem que o registro contém a genealogia da família de Leí, e mais valiosas escrituras como as de Isaías. Os irmãos retornam a Jerusalém de novo e convidam a família de Ismael para viver com eles. As duas famílias vão viver no deserto.
Capítulos do 8 ao 15 resumo e interpretação das visões recebidas por Leí e Néfi.
Capítulos do 16 ao 18 retorno ao registro histórico com detalhes dos casamentos entre as famílias de Lei e Ismael, o tempo que viveram na costa da península Arábica, a construção de um navio, e sua jornada através do oceano para a terra prometida no continente americano.